# Торресілья-собре-Алесанко
Торресілья-собре-Алесанко (ісп. Torrecilla sobre Alesanco) — муніципалітет в Іспанії, у складі автономної спільноти Ла-Ріоха. Населення — 48 осіб (2009).
Муніципалітет розташований на відстані близько 240 км на північ від Мадрида, 33 км на захід від Логроньйо.

## Демографія
Динаміка населення (INE ):

## Галерея зображень

Розташування муніципалітету